# Société historique finlandaise
La Société historique finlandaise (finnois : Suomen Historiallinen Seura, sigle SHS) est une société scientifique dans le domaine de l'histoire, fondée en 1875 en Finlande.
Son siège est dans la Maison des Sciences (fi).

## Missions
La SHS publie de la littérature scientifique et organise des conférences, des séminaires et des conférences par l'intermédiaire de la Société de littérature finnoise.